# La passione di Fiume esposta ai ragazzi
La passione di Fiume esposta ai ragazzi è un opuscolo di divulgazione storica scritto da Michelangelo Semeraro e pubblicato nel 1927 da Antonio Vallardi Editore nella Collezione di opuscoli storici e di biografie popolari per fanciulli 

## Contenuto
L'opera, in linea con lo spirito dell'irredentismo di quegli anni, narra, in un linguaggio comprensibile anche ai più giovani, le allora recenti vicende dell'Impresa di Fiume, nonché le relative gesta compiute in quell'occasione dal Vate Gabriele D'Annunzio.

## Edizioni
- Michelangelo Semeraro, La passione di Fiume esposta ai ragazzi, Milano, Antonio Vallardi Editore, 1927. Scheda della pubblicazione sul catalogo del Sistema Bibliotecario Nazionale